# Pimenta adenoclada
Pimenta adenoclada är en myrtenväxtart som först beskrevs av Ignatz Urban, och fick sitt nu gällande namn av Brother Alain. Pimenta adenoclada ingår i släktet Pimenta och familjen myrtenväxter. IUCN kategoriserar arten globalt som sårbar.
Artens utbredningsområde är Kuba. Inga underarter finns listade i Catalogue of Life.